# Shipibo-conibo
El pueblo shipibo-konibo o shipibo-conibo es un pueblo indígena de la Amazonía peruana que se distribuye en las riberas del río Ucayali. El Ucayali es un río grande, que al unirse con otro río grande, el río Marañón forman el río Amazonas en el norte de Perú. Los shipibo-konibos viven por lo menos en 150 comunidades a lo largo del río Ucayali, sus afluentes y lagos de meandro. Vida en común y grupos de familia múltiple es la forma tradicional en que los shipibos han vivido durante muchas generaciones. En el pasado, los tres grupos de los shipibos, konibos, y xetebos se consideraron comunidades separadas. Hoy en día, se mezclan en un grupo después de años de matrimonio. Están relacionados con la cultura y de la misma familia lingüística, el pano.
Son el resultado de una serie de fusiones culturales entre tres grupos que anteriormente eran distintos entre sí: los shipibos, los konibos y los shetebos. El nombre de este pueblo estaría relacionado con los términos «mono» y «pez», en el idioma originario. Según la tradición oral de este pueblo, los shipibo-konibos recibieron esta denominación porque en el pasado se ennegrecían la frente, el mentón y toda la boca con un tinte natural de color negro, lo que los hacía parecerse a un mono que llamaban shipi. Hoy, los ciudadanos de este pueblo han aceptado esta denominación sin considerarla como peyorativa y reivindicándola (Morin 1998).

## Distribución

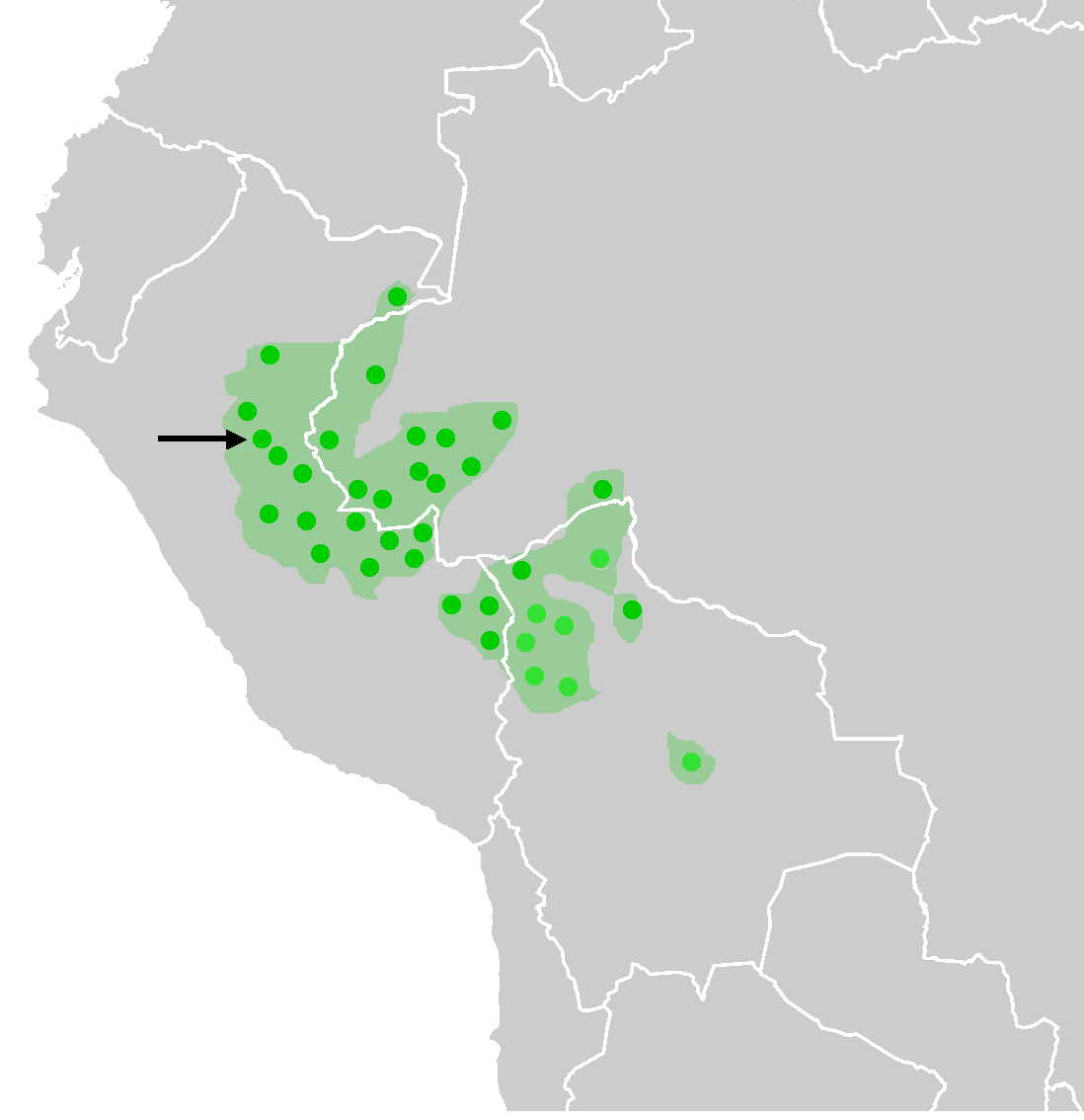
Localización de los shipibo-konibos (flecha) junto a otras etnias de la familia lingüística pano-takana

Los shipibo-konibos viven por lo menos en 150 comunidades a lo largo del río Ucayali, sus afluentes y lagos de meandro.  
Las principales autoridades son: 
- el jefe o jefa de la comunidad, quien es la autoridad principal.
- la persona agente municipal, encargada de velar por la limpieza de la comunidad.
- el teniente-gobernador(a), quien vela por el orden y la seguridad de la comunidad.

Se sitúa en la zona ocupada actualmente en la ciudad de Pucallpa.

## Historia
El pueblo shipibo-konibo comenzó a recibir influencias de los colonizadores recién en el siglo XVII cuando comienzan a ingresar a la Amazonía las expediciones misioneras. Primero fueron los franciscanos, seguidos luego por los jesuitas. Entre 1742 y 1760 el cuzqueño Juan Santos Atahualpa,  lideró una gran rebelión de los pueblos selváticos contra la colonización, que les trataba de imponer costumbres culturales ajenas y les despojaba de sus mejores tierras. Terminada la rebelión en estas tierras inhóspitas, nunca totalmente dominada ni por los incas ni por los españoles, se reinició la labor evangelizadora.
Sus principales actividades económicas son la pesca, la agricultura, las artesanías y la caza.
Hacia arriba se encuentra una zona que abarca desde el abultamiento del jarrón hasta la base del cuello, la cual esta cubierta con motivos de trazos muy largos (cánoa quéne); a esta zona corresponde el mundo superior nai (‘el cielo'), donde se encuentran las aldeas de los buenos espíritus (jacón yoshinbo).
A la zona que se ensancha para formar el cuello del jarrón, cubierta con motivos muy finos y curvilíneos (mayá quené), corresponde el mundo extra-celestial, el del cielo superior (néte shama), donde se encuentran las aldeas de los cháiconi.
En el mundo subacuático (jéne) y el mundo celestial (mái), que es un gran disco flotante, rodeado por un océano y la anaconda primigenia (ronín), soberano del mundo acuático la cual mediante sus ondulaciones, ha cavado los lechos de los ríos y los riachuelos. En el vientre de la anaconda se encontraría el acóronin (de áco 'hoyo' y ronín 'anaconda'), lugar de reposo de la almas humanas, cáya, que han sido arrebatadas por los malos espíritus yoshín. Para ascender de la tierra al mundo superior, los shamanes utilizan una torre (torí) y una escalera (nái tápiti) mágicos o, alternativamente, se valen del árbol de lupuna (shóno) (Roe 1982: 118; Gebhart-Sayer 1987: 51). La cerámica shipiba es un trabajo netamente femenino. La arcilla utilizada, llamada mapo o neapo, es sumamente plástica, para poderla trabajar la mezclan con las cenizas de la corteza de un árbol llamado apacharama o del pachaco. Le agregan además fragmentos molidos de cerámicas, siempre con el fin de reducir la plasticidad de la arcilla.

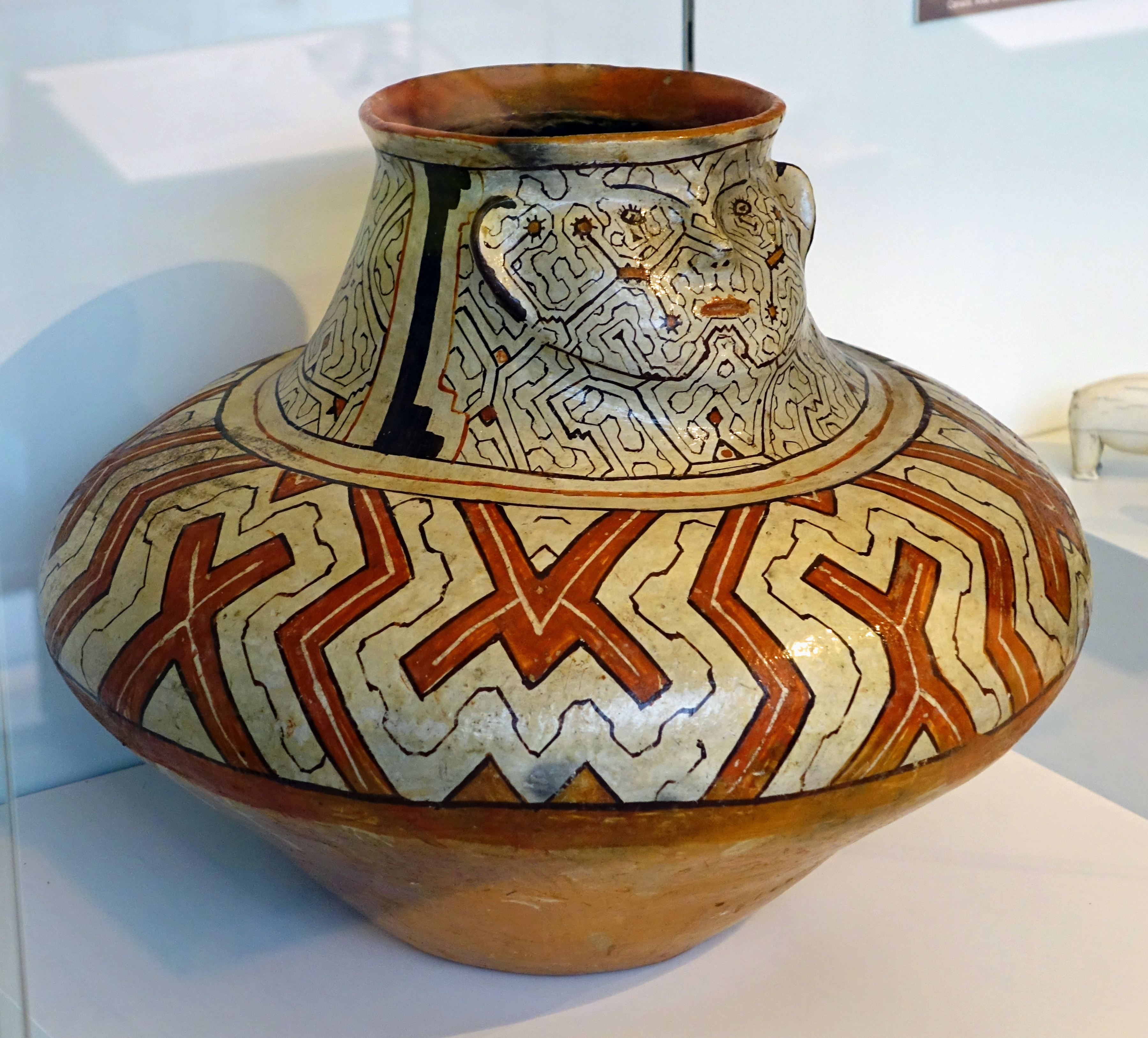
Shomo Ani Bemanaya, tinaja shipiba. Museo Nacional de Antropología, Madrid, España.

La construcción de vasijas se hace por medio de tiras cilíndricas, como chorizos, llamados maya, técnica conocida como colombina. Inicialmente se prepara una base circular, alrededor de la cual se van agregando las tiras en espiral, alisando las dos caras, tanto la interna como la externa con un fragmento de tutumo. Cuando los objetos son grandes la construcción debe hacerse en dos o tres sesiones. El resultado es una capa de arcilla delgada que seca rápidamente a la sombra. Antes de la quemada le dan una ulterior pulida con un canto rodado llamado rencati.
Hoy en día el arte shipibo-konibo es fuente de inspiración para los pintores de la región y la Escuela de Formación Artística Eduardo Meza Saravia de Pucallpa.

## Lengua
Los shipibo-conibos hablan una lengua de la familia pano que pertenece al grupo capanawa de dicha familia. Los pueblos pano se suelen denominar a sí mismos por el nombre de algún animal con el que se identifican a sí mismos. Así, shipi- designa al mono pichico y koni- designa a la anguila, mientras que -bo es el morfema de plural.

## Migración
Algunas familias shipibo-konibas han migrado a otras partes del Perú dando origen a nuevas comunidades en donde desarrollan su artesanía y costumbres; y donde aprenden nuevas cosas. Así encontramos en Lima a la comunidad shipiba residente en Cantagallo, en el Rímac, y en la ciudad de Tingo María, departamento de Huánuco, a las comunidades de Bena Jema y Suibirí.